# Tachina nigella
Tachina nigella är en tvåvingeart som först beskrevs av Henry J. Reinhard 1938.  Tachina nigella ingår i släktet Tachina och familjen parasitflugor. Inga underarter finns listade i Catalogue of Life.